# Pei Yuanshao
Pei Yuanshao (? - 200) est un personnage de fiction. Officier des Turbans jaunes, il apparaît dans le roman Les Trois Royaumes.
Après la rébellion des Turbans Jaunes, il devint le chef d'une bande de bandits. Il tenta de voler Éclair de Feu, mais y renonça lorsqu'il découvrit qu'il appartenait à Guan Yu. Il présenta son ami Zhou Cang à Guan Yu. Il fut tué par Zhao Yun alors qu'il essayait de voler son cheval.